# 15967 Clairearmstrong
15967 Clairearmstrong (1998 DN20) là một tiểu hành tinh vành đai chính được phát hiện ngày 24 tháng 2 năm 1998 bởi Mark Armstrong ở Rolvenden, Kent, United Kingdom.